# Велике Ребрце
Велике Ребрце (словен. Velike Rebrce) — поселення в общині Іванчна Гориця, Осреднєсловенський регіон, Словенія. Висота над рівнем моря: 505,6 м.